# Coridorul polonez

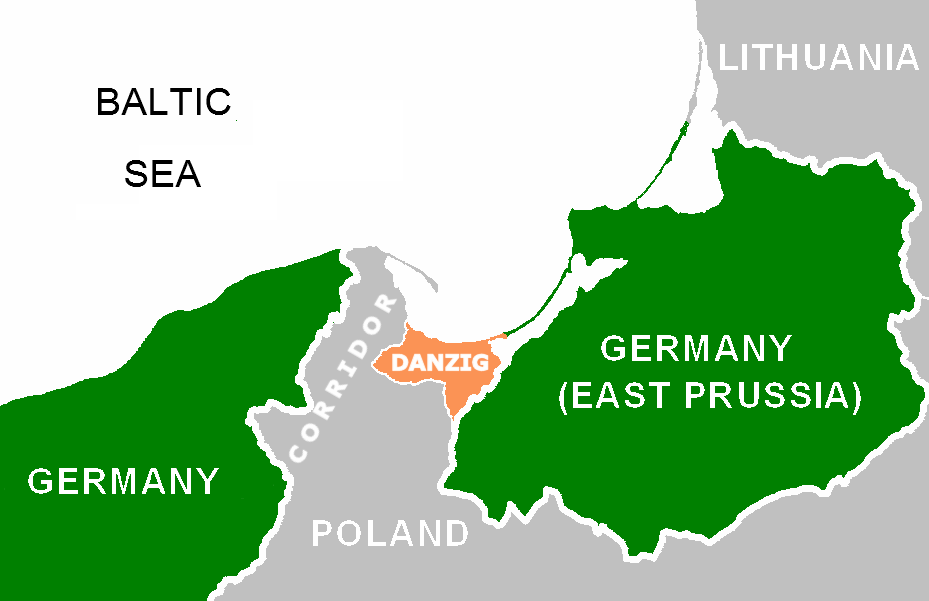
Coridorul Polonez

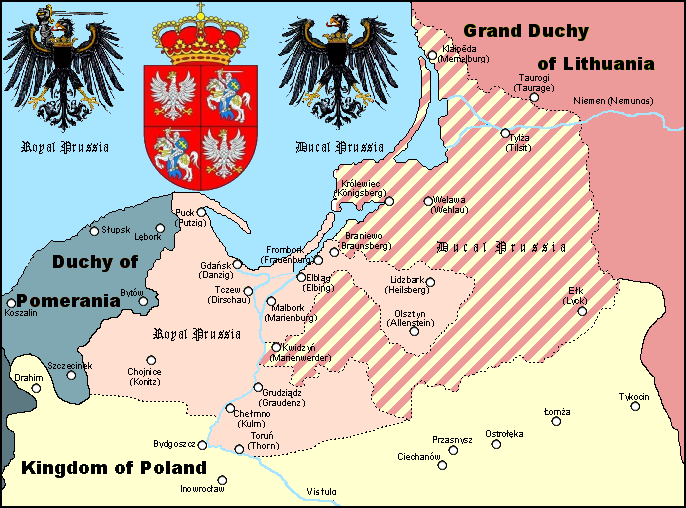
Prusia Regală în 1466–1772

Coridorul Polonez (în poloneză Korytarz Polski, în germană Polnischer Korridor), cunoscut și ca Coridorul Danzig și Coridorul spre Mare a fost o fâșie de pământ care i-a permis celei de-a doua republici Poloneze să aibă acces la Marea Baltică, între 1919 - 1939. A revenit nou-constituitului stat polonez prin Tratatul de la Versailles, coridorul lat de 30 - 110 km separa Prusia de Est de restul Germaniei. Germanii nu au fost de acord cu această repartizare, deși regiunea aparținuse Poloniei din punct de vedere istoric încă dinaintea divizării acesteia, fiind locuită de o majoritate poloneză.

## Preludiu al celui de-Al Doilea Război Mondial
Adolf Hitler a preluat puterea în Germania în 1933, la început el (Hitler) a inițiat o politică de reapropiere de Polonia, care a culminat cu semnarea pactului de neagresiune germano-polonez în 1934. Politica externă din primii ani ai puterii naziste căuta atragerea Poloniei în Pactul Anticomintern, care trebuia să se constituie într-un front comun împotriva Uniunii Sovietice. 
Germania era cointeresată de stabilirea unor noi granițe cu Polonia, care să rezolve problema izolării exclavei germane a Prusiei Răsăritene care era separată de trupul Reichului de "Coridorul Polonez". În Germania era foarte larg răspândită convingera că Orașul liber Danzig trebuia încorporat în Reich. Atâta vreme cât populația majoritară a orașului era în principal de etnie germană, Coridorul era un teritoriu puternic disputat între Germania și Polonia. După semnarea Tratatului de la Versailles, Polonia a căpătat Coridorul, aceasta ducând la schimbarea compoziției etnice a regiunii. Hitler dorea să inverseze această tendință și a promis că va "elibera" atât germanii trăitori încă în Coridor cât și pei cei din Danzig, oraș-port aflat sub controlul Ligii Națiunilor.
Cum tensiunile bilaterale creșteau, Germania a trecut la o diplomație agresivă, retrăgându-se pe 28 aprilie 1939 din Pactul germano-polonez de neagresiune din 1934 și din Tratatul naval de la Londra din 1935. Încă de la începutul anului 1939, Hitler dăduse ordinele necesare pentru o posibilă "soluționare a problemei poloneze prin mijloace militare". Un alt pas către deschiderea căii războiului a fost surprinzătoarea semnare a Tratatului Molotov-Ribbentrop pe 22 august, care încununa discuțiile secrete nazisto-sovietice de la Moscova, prin care naziștii care au valorificat incapacitatea franco-britanicilor de a asigura o alianță cu URSS-ul.
Pe 29 august, Germania a dat Poloniei un ultimatum final, cerând întregul Coridor de această dată. Când Polonia a refuzat să predea teritoriul vizat, ministrul de externe german Joachim von Ribbentrop a declarat că au fost rupte orice punți de negociere. Pe 30 august, Marina poloneză și-a trimis flotila de distugătoarea spre Anglia, executând așa numita Operațiune Peking. În aceeași zi, mareșalul Poloniei Edward Rydz-Śmigły a anunțat mobilizare generală a trupelor poloneze. Asupra sa s-au exercitat presiuni de către francezi pentru revocarea ordinului, ei mai sperând încă într-un aranjament diplomatic, nedându-și seama că germanii erau complet mobilizați și concentrați la granița poloneză. Pe 31 august 1939, Hitler a dat ordin ca atacul împotriva Poloniei să fie declanșat la ora 4:45 a dimineții următoare. Datorită mai multor factori potrivnici, Polonia nu-și mobilizase decât 70% din efectivele planificate, iar multe unități se mai formau încă sau se deplasau către dispozitivele ordonate.
De-a lungul a doar câteva zile "Coridorul" a fost în mare parte cucerit, fiind atacată din două direcții (din vest și est) "corpul de armate Pomerania" nu a rezistat mult. Numai orașul Hel, situat pe peninsula omonimă, a rezistat eroic cel  mai mult (29 zile) până pe 2 octombrie 1939, fiind astfel unul din ultmele puncte de rezistența împotriva trupelor naziste și sovietice.

## Caracterizare

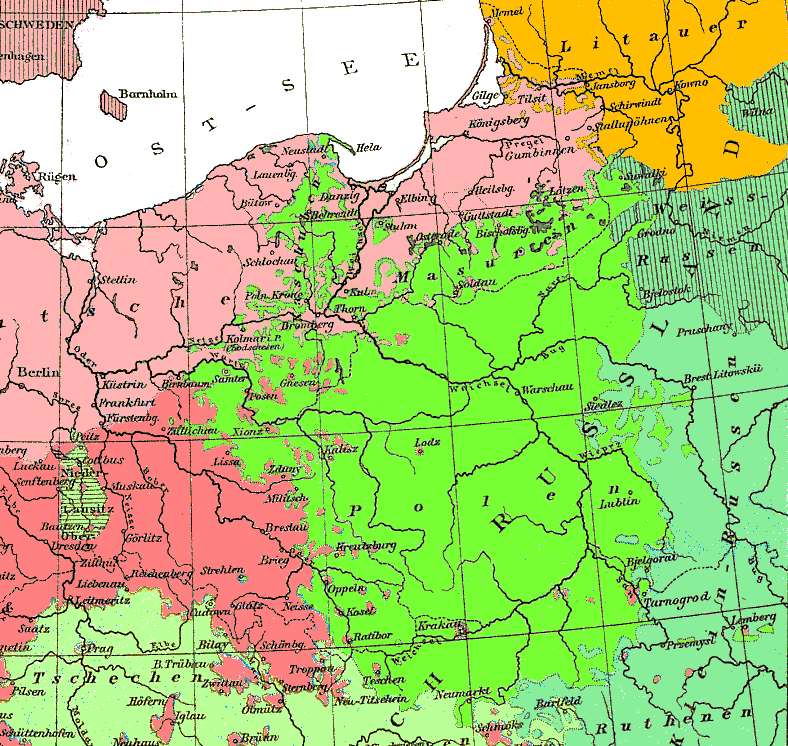
Structura etnică și lingvistică a Poloniei în 1880, este vizibilă structura pestriță a coridorului

Coridorul pentru prima dată după mai bine un secol de la ultima împărțire a Poloniei a acordat nou-formatului stat acces la mare, un lucru foarte important pentru economia și securitatea Poloniei, reducând mult din dependența față de Germania. Lățimea medie a coridorului nu depășea 200 km (în cel mai îngust și vulnerabil loc era de 30 km). Coridorul se termina printr-o fâșie îngustă de coastă a Mării Baltice de 71 km. Cu toate acestea, din cauza presiunii constante germane, controlul deplin și suveran asupra coridorului, Polonia nu l-a avut. Înconjurând-ul cu propriul său teritoriu, în est și vest, Germania de fapt bloca ieșirea Poloniei la Marea Baltică, având sub control militar permanent această ieșire îngustă la mare. În 1938, are loc o creștere graduală a agresiunii Germaniei naziste. A început să fie pus în aplicare proiectul de anexare a Danzigului, care era gestionat de Liga Națiunilor. Germania a insistat asupra oferirii dreptului de a tranzita terenul și marea prin Coridorul polonez. Sub presiunea maselor anti-germane a poporului, guvernul polonez a refuzat să răspundă acestor cereri, descriindu-le ca o manifestare a imperialismului.

## Structura etnică
După Tratatul de la Versailles în regiune s-a ridicat acut întrebarea privind respectarea drepturilor etnicilor germani care s-au pomenit într-o poziție minoritară, ne fiind obișnuiți cu ea. După trecerea coridororului sub administrație Poloneză populația locală germană (421.029 de persoane - 42,5% din întreaga populație, conform datelor din 1910), dureros au resimțit acest statut "ne-titular". Împotriva lor a început aproape automat, așa-numita "discriminare pozitivă". Repatrierea în Germania a devenit unica ieșiere pentru unii din germanii locali, care nu au vrut să ia cetățenia poloneză. Ponderea lor în populația totală a început să scadă (numai 175.771 de persoane - 19,1% din întreaga populație, conform datelor din 1921), precum și din cauza ratei scăzute a natalității. Cu toate acestea, dimensiunea și ponderea economică a minorității germane a rămas un motiv important pentru stimularea naționalismului german și ambițiilor răzbunătorii în Germania.

## Impactul asupra traficului rutier german
Ministerul german pentru transporturi a înființat Seedienst Ostpreußen („Serviciul maritim Prusia de Est”) în 1922 pentru a asigura o conexiune cu feribotul către Prusia de Est, acum o exclavă germană, astfel încât să fie mai puțin dependent de tranzitul pe teritoriul polonez.
Conexiunile cu trenul erau posibile și prin „sigilarea” vagoanelor (Korridorzug), adică pasagerii nu erau obligați să solicite o viză oficială poloneză în pașaport; cu toate acestea, inspecțiile riguroase efectuate de către autoritățile poloneze înainte și după sigilare au fost puternic temute de pasageri.
În mai 1925, un tren, care trecea prin drumul său spre Prusia de Est, s-a prăbușit, deoarece țepii au fost scoși de pe șine pentru o distanță scurtă și plăcile au fost înșurubate. 25 de persoane, inclusiv 12 femei și 2 copii, au fost uciși, alții 30 au fost răniți.

## Reforma funciară din 1925
Potrivit istoricului polonez Andrzej Chwalba, în timpul guvernării Regatului Prusiei și al Imperiului German s-au folosit diferite mijloace pentru a crește cantitatea de teren deținută de germani în detrimentul populației poloneze. În Prusia, nobilimii poloneze i-au fost confiscate moșiile după partiții și predate nobilimii germane. La fel s-a aplicat și mănăstirilor catolice. Mai târziu, Imperiul German a cumpărat terenuri în încercarea de a preveni restaurarea majorității poloneze în zonele locuite poloneze din provinciile sale de est. Christian Raitz von Frentz remarcă faptul că măsurile care vizează inversarea germanizării din trecut au inclus lichidarea fermelor stabilite de guvernul german în timpul războiului în conformitate cu legea din 1908.
În 1925, guvernul polonez a adoptat un program de reformă funciară cu scopul de a expropria proprietarii de terenuri. În timp ce doar 39% din terenurile agricole din coridor erau deținute de germani, prima listă anuală de proprietăți care urma să fie reformată a inclus 10.800 de hectare din 32 de proprietari germani și 950 de hectare din șapte polonezi. Voievodul Pomorze, Wiktor Lamot, a subliniat că „partea din Pomorze prin care străbate așa-numitul coridor trebuie curățată de exploatații germane mai mari”. Regiunea de coastă "trebuie să fie stabilită cu o populație poloneză conștientă la nivel național .... Moșiile aparținând germanilor trebuie impozitate mai mult pentru a-i încuraja în mod voluntar să predea pământul pentru așezare. Județele de frontieră ... în special o fâșie de teren lată de zece kilometri , trebuie stabilite cu polonezii. Moșiile germane care se află aici trebuie reduse fără a se preocupa de valoarea lor economică sau de părerile proprietarilor lor.
Politicienii de seamă și membrii minorității germane au fost primii care au fost incluși pe lista reformei funciare și care și-au expropriat proprietățile.

## Interesele germane de la Weimar
Crearea coridorului a stârnit mari resentimente în Germania și toate guvernele germane de la Weimar de după război au refuzat să recunoască granițele estice convenite la Versailles și au refuzat să urmeze recunoașterea de către Germania a frontierelor sale occidentale în Tratatele de la Locarno din 1925, cu o declarație similară. în ceea ce privește granițele sale de est.
Instituțiile din Weimar Germania au susținut și încurajat organizațiile minorităților germane din Polonia, în parte radicalizate de politica poloneză față de acestea, în depunerea a aproape 10.000 de plângeri cu privire la încălcarea drepturilor minorităților către Societatea Națiunilor.
Polonia, în 1931, și-a declarat angajamentul față de pace, dar a subliniat că orice încercare de a-și revizui granițele ar însemna război. În plus, în conversația cu președintele SUA Herbert Hoover, delegatul polonez Filipowicz a menționat că orice provocări continue ale Germaniei ar putea tenta partea poloneză să invadeze, pentru a soluționa definitiv problema.

## După al doilea război mondial

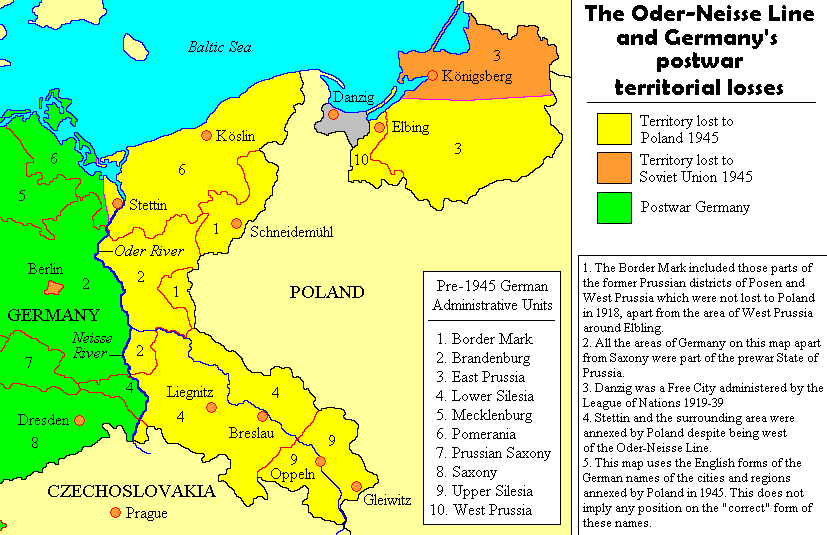
Linia Oder - Neisse

La Conferința de la Potsdam din 1945, după înfrângerea germană din cel de-al doilea război mondial, granițele Poloniei au fost reorganizate la insistența Uniunii Sovietice, care a ocupat întreaga zonă. Teritoriile de la est de linia Oder-Neisse, inclusiv Danzig, au fost puse sub administrație poloneză. Conferința de la Potsdam nu a dezbătut despre viitorul teritoriilor care făceau parte din vestul Poloniei înainte de război, inclusiv coridorul. A devenit automat parte a statului renăscut în 1945.
Mulți rezidenți germani au fost executați, alții au fost expulzați în zona de ocupație sovietică, care a devenit ulterior Germania de Est.

## Literatură
- Helmuth Fechner: Deutschland und Polen, Holzner Verlag, Würzburg 1964.
- Leszek Belzyt: Sprachliche Minderheiten im preußischen Staat 1815–1914. Marburg 1998, ISBN 3-87969-267-X.
- Richard Blanke: Orphans of Versailles: The Germans in Western Poland 1918–1939, University of Kentucky Press, 1993, ISBN 0-8131-1803-4.
- Hugo Rasmus: Pommerellen/Westpreußen 1919–1939. München / Berlin 1989.
- Hans-Jürgen Bömelburg: Zwischen polnischer Ständegesellschaft und preußischem Obrigkeitsstaat – Vom Königlichen Preußen zu Westpreußen (1756–1806)